# Крпа за судове
Крпа за судове, или кухињска крпа, користи се у кухињи за чишћење посуђа и површина. Обично су направљене од памука или друге тканине, као што је микрофибер, и имају квадратну површину од 11 до 13 инча квадратних.

## Микроталасна дезинфекција
Крпе за судове су често влажне и омогућавају узгајање бактерија. Будући да се судопера користи за прање и чишћење хране, крпе се рутински инфицирају ешерихијом коли и салмонелом. Студија из 2007. године је утврдила да стављање влажне крпе (или сунђера) у микроталасну пећ на два минута убија 99% живих патогена. Међутим, ватрогасне службе су упозориле људе да то не чине јер то може изазвати пожар. Неколико људи је то урадило, зато што су пратили савет студија.